# Clásica de El Carmen de Viboral
La Clásica de El Carmen de Viboral (oficialmente: Clásica Nacional de Ciclismo El Carmen de Viboral) es una ciclística tradicional del departamento de Antioquia y hace parte del calendario ciclístico nacional de Colombia. Es llamada por sus organizadores "La Grande de Antioquia".

## Palmarés
| Año       | Ganador                 | Segundo                 | Tercero                 |
| --------- | ----------------------- | ----------------------- | ----------------------- |
| 1982      | Abelardo Ríos           | José Patrocinio Jiménez | Reynel Montoya          |
| 1983      | Heriberto Urán          |                         |                         |
| 1984      | Luis Alberto González   | Jairo Atehortúa         | Alberto Camargo         |
| 1985      | Sergio García           |                         |                         |
| 1986      | Álvaro Mejía            | Héctor Betancur         | Humberto Castañeda      |
| 1987      | Efraín Rico             | Augusto Triana          | Álvaro Mejía            |
| 1988      | Julio César Ortegón     | Héctor Julio Sierra     | José Vicente Díaz       |
| 1989      | Jair Bernal             | Argiro Zapata           | Haiver Ibáñez           |
| 1990      | Jairo Hernández         |                         |                         |
| 1991      | Jairo Hernández         | Juan Diego Ramírez      | Argiro Zapata           |
| 1993      | Omar Trompa             | Celio Roncancio         | Javier Zapata           |
| 1994      | Javier Zapata           |                         |                         |
| 1995      | Juan Diego Ramírez      |                         |                         |
| 1996      | Germán Ospina           | Jairo Hernández         | Juan Diego Ramírez      |
| 1997      | Javier Zapata           | Dubán Ramírez           | Marlon Pérez            |
| 1998      | Juan Diego Ramírez      | Germán Ospina           | Marlon Pérez            |
| 2009      | Mauricio Ortega         | Santiago Botero         | Jaime Castañeda         |
| 2010      | Mauricio Ortega         | Sergio Henao            | Óscar Sevilla           |
| 2011      | Giovanni Báez           | Jaime Castañeda         | Edward Beltrán          |
| 2012      | Alejandro Ramírez       | Javier Gómez            | Juan Pablo Villegas     |
| 2013      | Ramiro Rincón           | Alex Cano               | Mauricio Ortega         |
| 2014      | Rafael Infantino        | César Villegas          | Alex Cano               |
| 2015      | Mauricio Ardila         | Hernando Bohórquez      | Daniel Rozo             |
| 2016      | Walter Vargas           | Fabio Duarte            | Róbigzon Oyola          |
| 2017      | José Tito Hernández     | Danny Osorio            | Alex Cano               |
| 2018      | Hernando Bohórquez      | Juan Pablo Suárez       | José Serpa              |
| 2019-2020 | ediciones no realizadas | ediciones no realizadas | ediciones no realizadas |
| 2021      | David Santiago Gómez    | Aldemar Reyes           | Diego Ochoa             |
| 2022      | Rodrigo Contreras       | Cristian Muñoz          | Víctor Ocampo           |
| 2023      | Rodrigo Contreras       | Alejandro Osorio        | Bernardo Suaza          |
| 2024      | Robinson López          | Kevin Castillo          | Sebastián Castaño       |